# Coldstream (Columbia Británica)
Coldstream es un municipio distrital canadiense situado en la provincia de Columbia Británica.

## Superficie
Coldstream tiene una superficie de 66,57 km².

## Demografía
En 2021, tenía 11 171 habitantes, una densidad poblacional de 167,8 hab./km², y 4341 viviendas.